# O, vilket djup av rikedom
O, vilket djup av rikedom är en psalm med text skriven 1929 av Samuel Gabrielsson och tysk musik skriven 1753.

## Publicerad i
- Psalmer och Sånger 1987 som nr 365 under rubriken "Fader, Son och Ande - Gud, vår Skapare och Fader".[1]